# Fünf Gedichte aus "Buch der Liebe"
Fünf Gedichte aus “Buch der Liebe” is een verzameling liederen van de Noorse componist Hjalmar Borgstrøm. Borgstrøm was in zijn muziek meer gericht op Duitsland dan op Noorwegen. Dat geldt ook voor deze liederenbundel voor zangstem en piano. Borgstrøm gebruikte teksten van Murad Efendi.
De vijf liederen:
- Lass dem Beter seine Djami
- Wer von einst'gen Liebe spricht
- Dein Geständniss, wetterleuchtend
- Meine Haft ging jäh zu Rüste
- Hör nicht auf die tollen Klagen

Delen uit deze bundel waren in de jaren 10 in Oslo te horen. Onder andere Thorvald Lammers zong ze in een recital op 14 maart 1907 begeleid door Karl Nissen.
Borgstrøm gebruikte teksten van dezelfde schrijver in zijn opus 11.